# 알데하이드

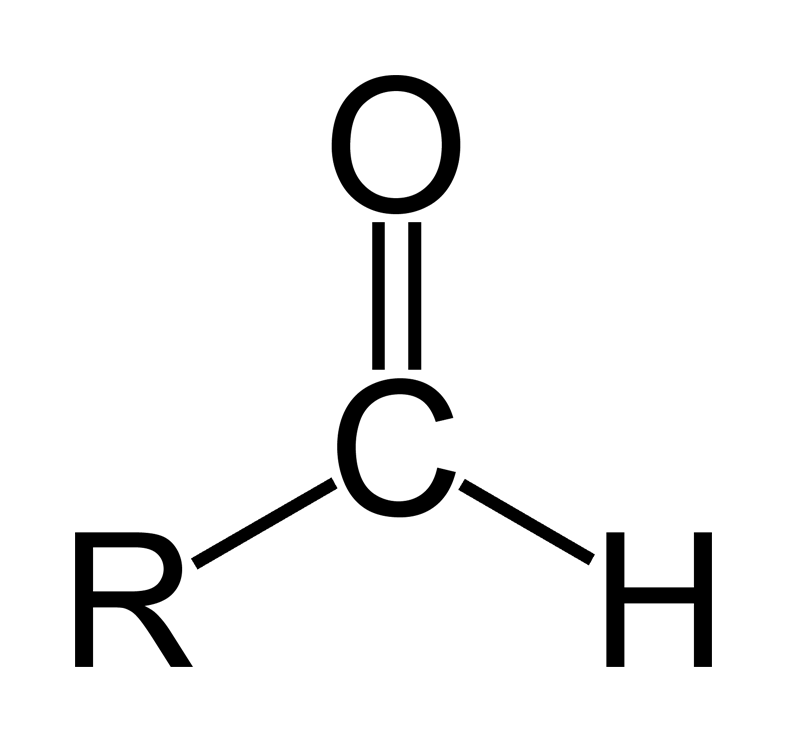
알데하이드의 구조

알데하이드(영어: aldehyde 앨더하이드[*] /ˈædəhˌaid/) 또는 알데히드(독일어: aldehyde)는 탄화수소기에 포르밀기가 첨가된 화학물질의 총칭이다. 분자식은 RCHO이다. 알코올의 불충분한 산화에 의하여 생기며 자극적인 냄새가 나고 포르밀기의 특성상 산화되기 쉬워 은거울반응이나 펠링반응을 일으키며, 산화한 후에는 카르복시산
- 아세트알데하이드
- 프로피온알데하이드